# Zoran Petrović (football)
Ne doit pas être confondu avec Zoran Petrović (water-polo).
 (août 2015).
Si vous disposez d'ouvrages ou d'articles de référence ou si vous connaissez des sites web de qualité traitant du thème abordé ici, merci de compléter l'article en donnant les références utiles à sa vérifiabilité et en les liant à la section « Notes et références ».
Pour les articles homonymes, voir Petrović.
Zoran Petrović (en serbe en écriture cyrillique : Зоран Петровић), né le 10 avril 1952 et mort le 8 août 2024, est un arbitre yougoslave (serbe) de football.

## Carrière
Il a officié dans des compétitions majeures : 
- Coupe du monde de football de 1986 (2 matchs)
- Coupe de Yougoslavie de football 1986-1987 (finale)
- Coupe du monde de football de 1990 (2 matchs)
- Supercoupe de l'UEFA 1990 (match retour)
- Coupe UEFA 1991-1992 (finale retour)
- Coupe de Yougoslavie de football 1991-1992 (finale retour)
- Championnat d'Europe de football des moins de 18 ans 1983 (finale)